# Theopompella westwoodi
Theopompella westwoodi är en bönsyrseart som beskrevs av Kirby 1904. Theopompella westwoodi ingår i släktet Theopompella och familjen Liturgusidae. Inga underarter finns listade i Catalogue of Life.